# Międzynarodowa Nagroda dla Kobiet Niezwykłej Odwagi

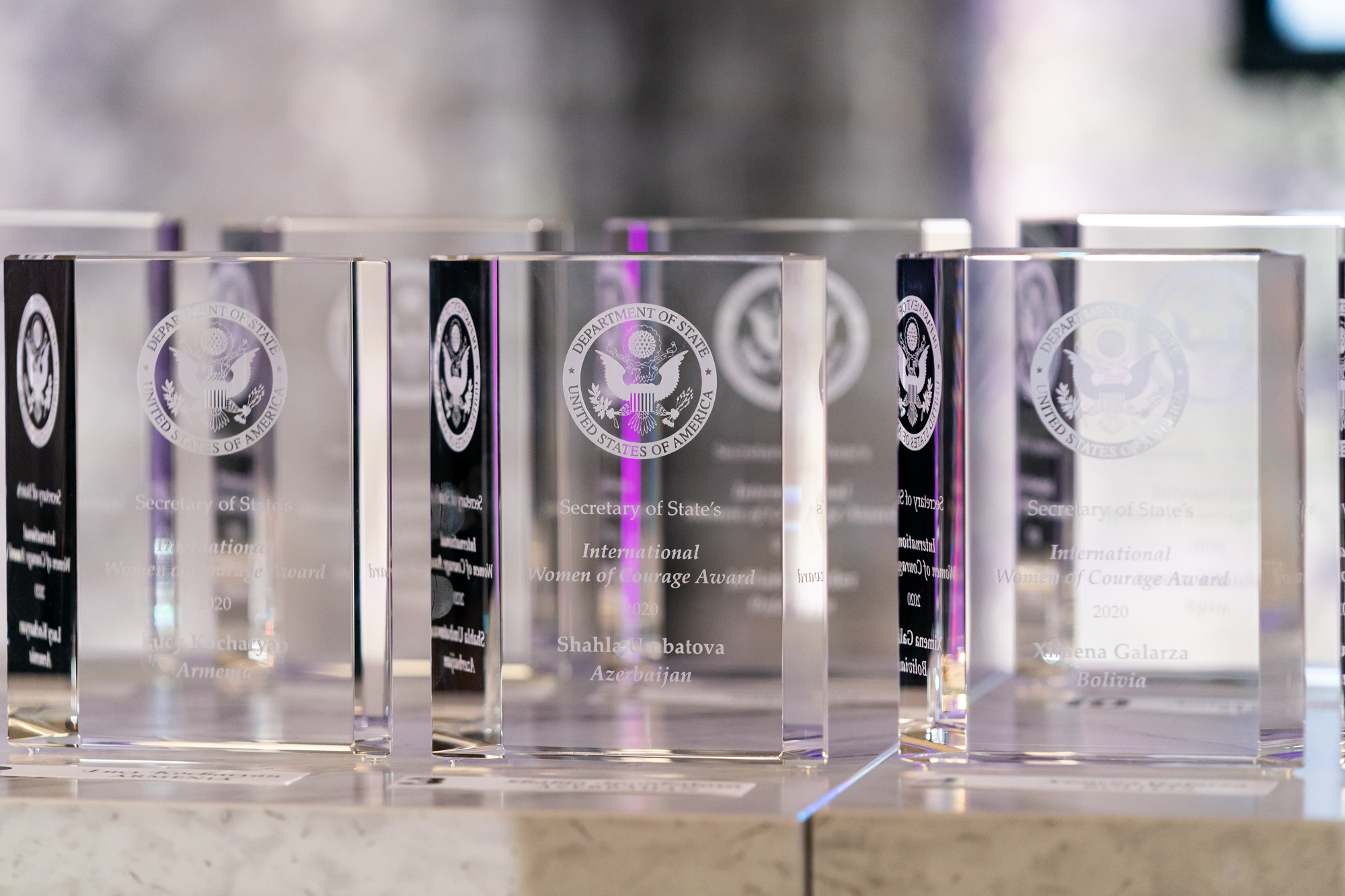
Międzynarodowa Nagroda dla Kobiet Niezwykłej Odwagi, fizyczne nagrody z roku 2020

Międzynarodowa Nagroda dla Kobiet Niezwykłej Odwagi (ang. International Women of Courage Award) – ustanowiona w 2007 roku, coroczna nagroda przyznawana przez Departament Stanu USA, honorująca kobiety z całego świata, które wykazały wyjątkową odwagę w obronie praw człowieka, równości kobiet i postępu społecznego, często narażając się na wielkie osobiste ryzyko. 
Nagrodę ustanowiła w 2007 roku Condoleeza Rice, ówczesna sekretarz stanu w administracji George'a W. Busha. Od tamtego czasu przyznawana jest corocznie w Dniu Kobiet. Do roku 2021 przyznano ponad 150 nagród; laureatki pochodzą z ponad 75 różnych krajów na świecie. Kandydatki do nagrody są wskazywane przez ambasady amerykańskie. 

## Laureatki

### 2007

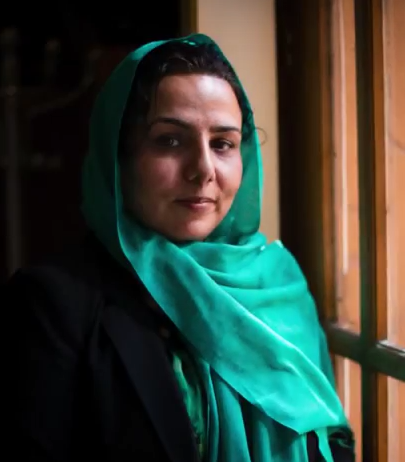
Mary Akrami, założycielka sieci azylów dla kobiet doświadczających przemocy w Afganistanie

- Mary Akrami, założycielka sieci azylów dla kobiet doświadczających przemocy w AfganistanieJennifer Louise Williams (Zimbabwe) – założycielka brutalnie zwalczanej przez ówczesny rząd organizacji pozarządowej protestującej przeciwko nadużyciom władzy[7].
- Siti Musdah Mulia (Indonezja) – specjalistka w zakresie prawa koranicznego, uhonorowana za wykorzystywanie swojej wiedzy do obrony praw kobiet. Współautorka projektu zmian w indonezyjskim prawie, które miały zakazać zawierania małżeństw przez dzieci i zezwolić na pobieranie się osób różnej religii. Planowana liberalizacja przepisów nie weszła jednak w życie z powodu protestów[7].
- Ilze Jaunalksne (Łotwa) – dziennikarka telewizyjna, która ujawniła skandal korupcyjny z udziałem prominentnych łotewskich polityków[7].
- Samia al-Amoudi (Arabia Saudyjska) – lekarka, działająca na rzecz poprawy świadomości kobiet na temat raka piersi[7].
- Mariya Ahmed Didi (Malediwy) – w 2007 roku jedna z nielicznych w swoim kraju kobiet zasiadających w parlamencie, organizatorka protestów w obronie praw kobiet i przeciwko brutalności policji[7]. W 2018 roku stanęła na czele ministerstwa obrony – jako pierwsza kobieta na tym stanowisku w historii Malediwów[8].
- Susana Trimarco de Veron (Argentyna) – działaczka walcząca z handlem ludźmi, która w trakcie poszukiwań swojej porwanej córki zdobyła i nagłośniła informacje o gangach zajmujących się tym procederem[7].
- Aziza Siddiqui (Afganistan) – uhonorowana za badania nad sytuacją kobiet w wiejskich regionach kraju i edukowanie ich na temat przysługujących im praw[7].
- Sundus Abbas (Irak) – działaczka na rzecz praw kobiet, szefowa organizacji promującej rozwój społeczeństwa obywatelskiego i udziału kobiet w życiu politycznym Iraku[7].
- Shatha Abdul Razzak Abbousi (Irak) – deputowana do parlamentu, działaczka na rzecz praw kobiet[7].
- Mary Akrami (Afganistan) – w 2007 roku dyrektorka mieszczącego się w Kabulu azylu dla kobiet padających ofiarą przemocy domowej[7]. W późniejszych latach sieć schronisk kierowanych przez Akrami rozrosła się do ponad 20 placówek, które udzieliły wsparcia ponad 20 tysiącom kobiet. W lipcu 2021 roku azyle te wciąż funkcjonowały[9].
- Ruth Halperin-Kaddari (Izrael) – prawniczka i działaczka na rzecz równouprawnienia kobiet. Nagrodę otrzymała później niż większość innych laureatek, w lipcu 2007 roku[10].
- Grace Padaca (Filipiny) – od 2004 roku gubernatorka prowincji Isabela, jako pierwsza kobieta na tym stanowisku; w 2007 roku wybrana na drugą kadencję. Nagrodę otrzymała w uznaniu zasług dla mieszkańców prowincji w grudniu 2007 roku, w przeciwieństwie do większości pozostałych laureatek, które odebrały ją w marcu[11][12].

### 2008

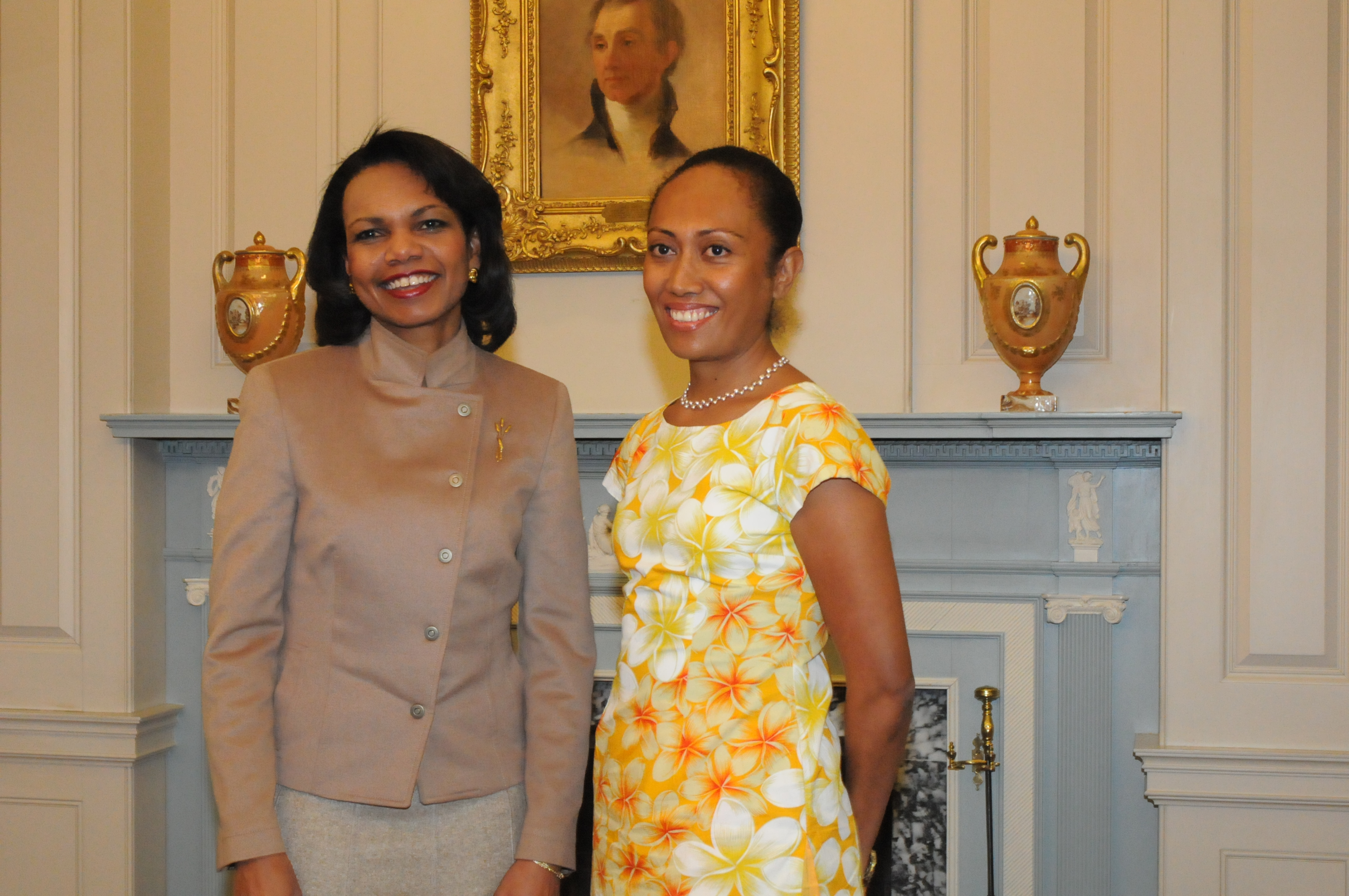
Fidżyjska aktywistka Virisila Buadromo (z prawej) z amerykańską sekretarz stanu Condoleezą Rice

- Fidżyjska aktywistka Virisila Buadromo (z prawej) z amerykańską sekretarz stanu Condoleezą RiceSuraya Pakzad (Afganistan) – założycielka organizacji Voice of Women (pol. Głos kobiet), która działała również w czasie rządów talibów. Organizacja ta zajmuje się m.in. udzielaniem schronienia i doradzaniem ofiarom przemocy domowej oraz kobietom zmuszanym do małżeństw, a także edukowaniem kobiet[13][14].
- Virisila Buadromo (Fidżi) – szefowa fidżijskiej organizacji działającej na rzecz zmiany prawa rodzinnego, prześladowana przez rząd po zamachu stanu w 2006 roku[13].
- Eaman al-Gobory (Irak) – lekarka uhonorowana za organizowanie pomocy medycznej dla dzieci w Iraku[13].
- Valdete Idrizi (Kosowo) – działaczka na rzecz pojednania między Albańczykami a Serbami, prowadząca projekty pomocy kobietom, młodzieży i uchodźcom zarówno w Kosowie, jak na sąsiadujących z nim terenach Serbii[13].
- Begum Jan (Pakistan) – lekarka zajmująca się udzielaniem pomocy i edukowaniem kobiet na pakistańskich Terytoriach Plemiennych. W 2007 roku przewodziła protestom w Peszawarze przeciwko działaniom duchownych, którzy nawoływali do zamachów bombowych wymierzonych w nieislamistyczne organizacje społeczne[13].

- Nibal Thawabteh (Palestyna) – aktywistka, która jako pierwsza kobieta została wybrana radną w bardzo tradycjonalistycznej społeczności w okolicach Betlejem. Założycielka gazety i organizatorka szkoleń dla kobiet pragnących zaangażować się w lokalną politykę[13].
- Cynthia Bendlin (Paragwaj) – założycielka organizacji walczącej z handlem ludźmi na pograniczu Brazylii, Argentyny i Paragwaju[13].
- Farhiyo Farah Ibrahim (Somalia) – uchodźczyni z Somalii, walcząca m.in. z praktykami okaleczania żeńskich narządów płciowych i zmuszania kobiet do małżeństw w społeczności uchodźców zamieszkujących obozy w Kenii[13].

### 2009

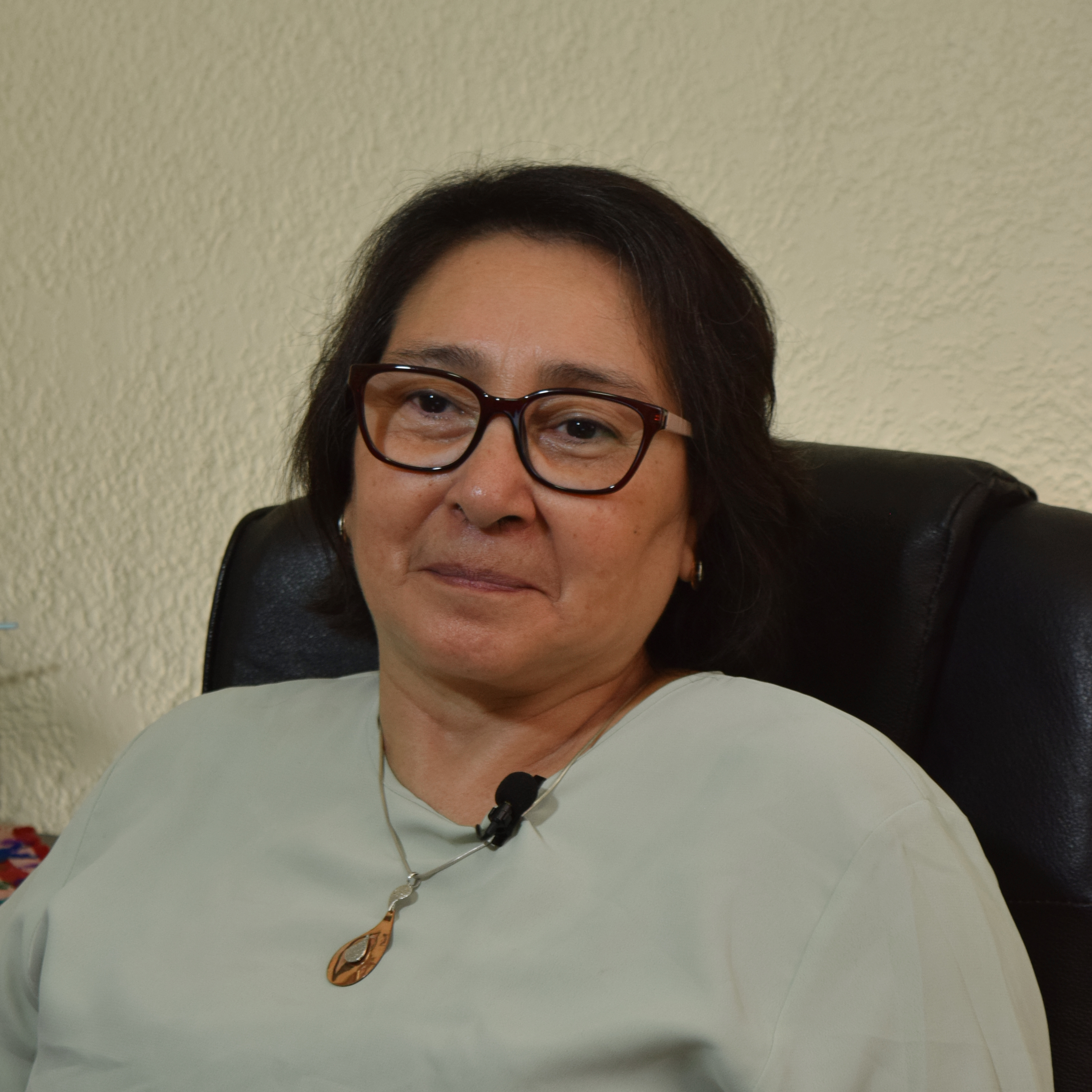
Norma Cruz, szefowa organizacji walczącej z przemocą wobec kobiet w Gwatemali

- Norma Cruz, szefowa organizacji walczącej z przemocą wobec kobiet w GwatemaliMutabar Tadżibajewa (Uzbekistan) – dziennikarka, w latach 2005-2008 więziona za krytykę rządu i nagłaśnianie masakry w mieście Andiżan. W 2009 roku wyemigrowała do Francji[15][16]. W 2011 roku zwróciła nagrodę w proteście przeciwko przyznaniu jej prezydent Kirgistanu Rozie Otunbajewej, którą Tadżibajewa oskarżyła o brak reakcji na wymierzone w Uzbeków czystki etniczne[17].
- Ambiga Sreenevasan (Malezja) – prawniczka, przewodnicząca malezyjskiej Rady Adwokackiej w latach 2007-2009, nagrodzona m.in. za starania o poprawę statusu prawnego kobiet i za sprzeciw wobec politycznie motywowanych aresztowań dziennikarzy[15][18][19].
- Wazhma Frogh (Afganistan) – działaczka na rzecz praw kobiet. Ważną część jej aktywności stanowiło uświadamianie afgańskim przywódcom religijnym, że edukacja dziewcząt jest zgodna z zaleceniami Koranu, a przemoc domowa jest z nimi sprzeczna. Inicjatorka debaty publicznej w Afganistanie na temat przemocy domowej i gwałtu w małżeństwie[19].
- Norma Cruz (Gwatemala) – szefowa organizacji pomagającej kobietom doświadczającym przemocy. Uhonorowana m.in. za prowadzenie jednego z nielicznych w Gwatemali schronisk dla ofiar przemocy i za działania na rzecz skutecznego ścigania sprawców morderstw i gwałtów[19][20].
- Suaad Allami (Irak) – prawniczka, założycielka centrum dla kobiet w jednej z dzielnic Bagdadu, zajmującego się m.in. edukacją kobiet i udzielaniem im darmowej opieki medycznej[15][19].
- Hadizatou Mani (Niger) – uhonorowana za walkę z niewolnictwem, którego sama padła ofiarą. W dzieciństwie została sprzedana w niewolę, co było możliwe, gdyż jakkolwiek w Nigrze niewolenie ludzi jest od 2003 roku przestępstwem, prawo to było powszechnie ignorowane. Mani udało się odzyskać wolność, jednak po wyjściu za mąż trafiła do więzienia za rzekomą bigamię, gdyż jej "właściciel" twierdził, że była jego żoną. Podjęta przez nią walka prawna zakończyła się precedensowym wyrokiem Trybunału Sprawiedliwości Wspólnoty Gospodarczej Państw Afryki Zachodniej, który orzekł, że rząd Nigru nie udzielił Mani należytej ochrony i nakazał władzom tego kraju wypłacenie jej odszkodowania[15][19].
- Wieronika Marczenko (Rosja) – założycielka organizacji walczącej ze zjawiskiem prześladowania rekrutów (tzw. diedowszczyny) w rosyjskiej armii. Uhonorowana m.in. za badanie okoliczności śmierci żołnierzy, którzy według oficjalnych danych odebrali sobie życie; w rzeczywistości przypadki takie często były wynikiem morderstwa lub doprowadzenia do samobójstwa przez znęcających się nad poborowymi starszych rekrutów[19].
- Reem Al Numery (Jemen) – w chwili otrzymania nagrody 13-latka, która została zmuszona do poślubienia swojego 30-letniego kuzyna i walczyła o uzyskanie rozwodu. Ostatecznie udzielono jej go, jednak podjęta w 2009 roku próba wprowadzenia zakazu zawierania małżeństw przez osoby niepełnoletnie zakończyła się niepowodzeniem[19][21].

### 2010

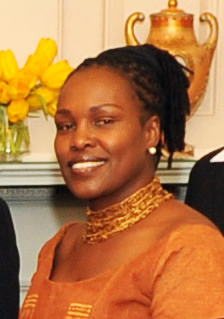
Kenijska aktywistka Ann Njogu

- Kenijska aktywistka Ann NjoguShukria Asil (Afganistan) – w momencie wyróżnienia członkini rady prowincji Baghlan, uhonorowana m.in. za działalność na rzecz edukacji kobiet oraz na rzecz ofiar przemocy[22].
- Shafiqa Quraishi (Afganistan) – w 2010 roku pułkownik afgańskiej policji i wysokiej rangi urzędniczka ministerstwa spraw wewnętrznych. Jej działalność obejmowała m.in. starania o zwiększenie aktywności zawodowej kobiet w Afganistanie, w tym o zatrudnianie większej ilości kobiet w policji[23].
- Andrula Henriques (Cypr) – działaczka na rzecz praw człowieka, nagrodzona za walkę z handlem ludźmi i zmuszaniem kobiet do prostytucji na Cyprze. Wcześniej pracowała także w innych krajach, m.in. organizując budowę szkół w Gwatemali oraz pomagając uchodźcom z Chile w czasach dyktatury Augusto Pinocheta i z Grecji rządzonej przez juntę pułkowników[24].
- Sonia Pierre (Dominikana) – założycielka organizacji pomagającej Haitańczykom w Dominikanie. Walczyła o zmianę przepisów o obywatelstwie, które czyniły urodzone w tym kraju osoby haitańskiego pochodzenia bezpaństwowcami i przez to narażały je na dyskryminację[25][26]. Sonia Pierre zmarła w 2011 roku, rok po otrzymaniu nagrody[26].
- Shadi Sadr (Iran) – prawniczka i dziennikarka, założycielka centrum porad prawnych dla kobiet, zamkniętego przez irańskie władze. Broniła w postępowaniach sądowych osoby oskarżane z przyczyn politycznych, a także brała udział w protestach antyrządowych. Kilkakrotnie aresztowana, w 2009 roku wyemigrowała do Niemiec[27].
- Ann Njogu (Kenia) – aktywistka, wyróżniona między innymi za dokumentowanie przemocy, w tym seksualnej, w czasie zamieszek po wyborach w 2007 roku. Współautorka kenijskiej ustawy o przestępstwach seksualnych, działaczka na rzecz reformy konstytucyjnej. Kilkakrotnie zatrzymywana. W 2007 roku, po jednym z aresztowań, złożyła skargę konstytucyjną przeciwko państwu kenijskiemu, która zakończyła się orzeczeniem, że nikt nie może być zatrzymywany bez zgody sądu na okres dłuższy niż 24 godziny[28][29].
- Lee Ae-ran (Korea Południowa) – uciekinierka z Korei Północnej. W wieku 11 lat została uwięziona razem z rodziną w obozie pracy, w którym spędziła osiem lat – za to, że jej dziadkowie uciekli do Korei Południowej. W 1997 roku Lee Ae-ran również uciekła na Południe. Tam zajęła się pomocą innym uciekinierom z Korei Północnej[30].
- Jansila Majeed (Sri Lanka) – działaczka na rzecz pojednania między Tamilami i mniejszością muzułmańską w prowincji Puttalam, uhonorowana również za pomoc uchodźcom wewnętrznym i działania na rzecz praw kobiet[31].
- Marie Claude Naddaf (Syria) – zakonnica z Damaszku, założycielka kilku schronisk dla kobiet, które padły ofiarą przemocy domowej lub handlu ludźmi. Uruchomiła również telefoniczną infolinię dla kobiet, a także działała na rzecz poprawy warunków w kobiecych więzieniach[32].
- Jestina Mukoko (Zimbabwe) – dyrektorka organizacji pozarządowej monitorującej łamanie praw człowieka w Zimbabwe. Po wyborach w 2008 roku zarzuciła prezydentowi Robertowi Mugabe oszustwa wyborcze. Niedługo później została aresztowana i poddana torturom przez służby bezpieczeństwa. W lutym 2009 roku wypuszczono ją za kaucją, a kilka miesięcy później Sąd Najwyższy Zimbabwe uznał, że państwo naruszyło jej konstytucyjne prawa[33][34].

### 2011

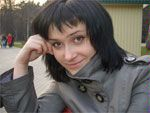
Białoruska opozycjonistka Anastasija Pałażanka

- Białoruska opozycjonistka Anastasija PałażankaMaria Bashir (Afganistan) – prokuratorka generalna prowincji Herat, pierwsza w historii Afganistanu kobieta na stanowisku tej rangi w prokuraturze. Wyróżniona za działalność prokuratorską oraz za tajne nauczanie kobiet w czasach rządów talibów[35].
- Henriette Ekwe Ebongo (Kamerun) – dziennikarka, założycielka niezależnego tygodnika, uhonorowana za zasługi dla niezależności mediów i rządów prawa w Kamerunie[35].
- Guo Jianmei (Chiny) – prawniczka, założycielka organizacji udzielającej kobietom pomocy prawnej[35].
- Eva Abu Halaweh (Jordania) – prawniczka, angażująca się w pomoc kobietom zagrożonym zabójstwami z rąk krewnych i w walkę z przemocą w więzieniach i na komisariatach policji[35].
- Marisela Morales Ibañez (Meksyk) – od 2008 roku zastępczyni prokuratora generalnego, wyróżniona za walkę z przestępczością, w tym handlem ludźmi i korupcją, a także utworzenie pierwszego w Meksyku federalnego programu ochrony świadków[35].
- Ágnes Osztolykán (Węgry) – posłanka, w momencie przyznania nagrody jedyna przedstawicielka mniejszości romskiej w węgierskim parlamencie. Wyróżniona za działania na rzecz Romów na Węgrzech i sprzeciw wobec ich dyskryminacji[35].
- Roza Otunbajewa (Kirgistan) – po rewolucji w 2010 roku objęła urząd prezydenta Kirgistanu, stając się pierwszą kobietą kierującą rządem w tym kraju i w całej Azji Środkowej[35]. Jej wyróżnienie spowodowało zrzeczenie się nagrody przez laureatkę z 2009 roku, Mutabar Tadżibajewę z Uzbekistanu, która oskarżyła Otunbajewę o bierność wobec czystek etnicznych wymierzonych w Uzbeków[17].
- Ghulam Sughra (Pakistan) – założycielka organizacji pozarządowej działającej na rzecz rozwoju wsi m.in. poprzez zakładanie kas oszczędnościowych, rozwój edukacji i zwiększanie świadomości na temat praw człowieka[35].
- Yoani Sánchez (Kuba) – blogerka, uważana za pionierkę niezależnej blogosfery na Kubie. Nie mogła pojawić się na uroczystości wręczenia nagród[35].
- Anastasija (Nasta) Pałażanka (Białoruś) – opozycjonistka, działaczka organizacji Młody Front, wielokrotnie aresztowana przez władze. Nie mogła pojawić się na uroczystości wręczenia nagród[35].
- Pionie Boso (Wyspy Salomona) – aktywistka na rzecz praw kobiet, pracowała jako koordynatorka rządowego programu badań nad bezpieczeństwem i zdrowiem w rodzinie. W 2009 roku zorganizowała ogólnokrajowy sondaż, z którego wynikało, że 64% kobiet w wieku od 16 do 49 lat na Wyspach Salomona doświadczyło przemocy fizycznej lub seksualnej. Przemoc domowa została w tym kraju jasno zdefiniowana jako przestępstwo dopiero w 2016 roku. Pionie Boso otrzymała nagrodę później niż inne laureatki, w sierpniu 2011 roku[36][37].

### 2012
- Aneesa Ahmed (Malediwy)
- Zin Mar Aung (Birma)
- Samar Badawi (Arabia Saudyjska)
- Shad Begum (Pakistan)
- Maryam Durani (Afganistan)

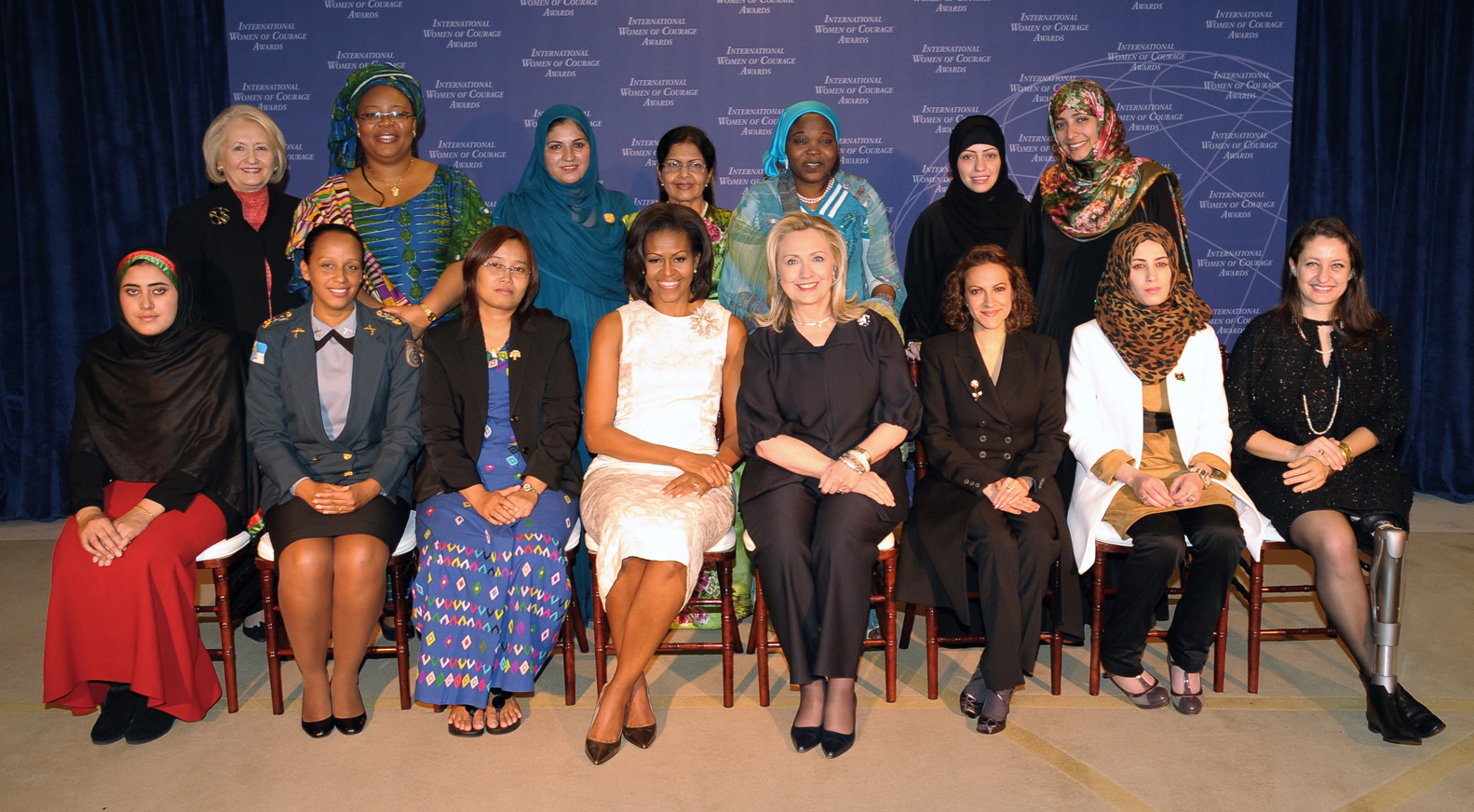
Laureatki nagrody z 2012 roku, w towarzystwie m.in. Michelle Obamy i Hillary Clinton. Wytłuszczonym drukiem zaznaczono laureatki nagrody. W tylnym rzędzie, od lewej: Melanne Verveer, Leymah Gbowee, Shad Begum, Aneesa Ahmed, Hawa Abdallah Mohammed Salih, Samar Badawi, Tawakel Karman.
W przednim rzędzie, od lewej: Maryam Durani, Pricilla de Oliveira Azevedo, Zin Mar Aung, Michelle Obama, Hillary Clinton, Jineth Bedoya Lima, Hana Elhebshi, Şafak Pavey.

- Pricilla de Oliveira Azevedo (Brazylia)
- Hana Elhebshi (Libia)
- Jineth Bedoya Lima (Kolumbia)
- Şafak Pavey (Turcja)
- Hawa Abdallah Mohammed Salih (Sudan)
- Gabi Calleja (Malta)

### 2013
- Malalai Bahaduri (Afganistan)
- Tsering Woeser (Chiny)
- Julieta Castellanos (Honduras)
- Nirbhaya (pol. Nieustraszona), znana publicznie jedynie pod pseudonimem[38] (Indie)
- Josephine Obiajulu Odumakin (Nigeria)
- Jelena Miłaszyna (Rosja)
- Fartuun Adan (Somalia)
- Razan Zeitouneh (Syria)
- Tạ Phong Tần (Wietnam)

### 2014
- Nasrin Oryakhil (Afganistan)
- Roshika Deo (Fidżi)
- Rusudan Gociridze (Gruzja)
- Iris Yassmin Barrios Aguilar (Gwatemala)
- Laxmi Agarwal (Indie)
- Fatimata Touré (Mali)
- Maha Al Muneef (Arabia Saudyjska)
- Ojnichol Bobonazarowa (Tadżykistan)
- Rusłana Łyżyczko (Ukraina)
- Beatrice Mtetwa (Zimbabwe)
- Josephine Abaijah (Papua-Nowa Gwinea)[39]

### 2015
- Niloofar Rahmani (Afganistan)
- Nadia Sharmeen (Bangladesz)
- Rosa Julieta Montaño Salvatierra (Boliwia)
- May Sabe Phyu (Birma)
- Emilie Béatrice Epaye (Republika Środkowoafrykańska)
- Marie Claire Tchecola (Gwinea)
- Sayaka Osakabe (Japonia)
- Arbana Xharra (Kosowo)
- Tabassum Adnan (Pakistan)
- Majd Izzat al-Chourbaji (Syria)

### 2016
- Sara Hossain (Bangladesz)
- Debra Baptist-Estrada (Belize)
- Ni Yulan (Chiny)
- Latifa Ibn Ziaten (Francja)
- lma Aldana (Gwatemala)
- Nagham Nawzat (Irak)
- Nisha Ayub (Malezja)
- Fatimata M’baye (Mauretania)
- Żanna Niemcowa (Rosja)
- Zuzana Števulová (Słowacja)
- Awadeya Mahmoud (Sudan)
- Vicky Ntetema (Tanzania)
- Rodjaraeg Wattanapanit (Tajlandia)
- Nihal Naj Ali Al-Awlaqi (Jemen)

### 2017
- Sharmin Akter (Bangladesz)
- Malebogo Molefhe (Botswana)
- Natalia Ponce de León (Kolumbia)
- Rebecca Kabugho (Kongo)
- Jannat Al Ghezi (Irak)
- Aichatou Ousmane Issaka (Niger)
- Veronica Simogun (Papua-Nowa Gwinea)
- Cindy Arlette Contreras Bautista (Peru)
- Sandya Eknelygoda (Sri Lanka)
- Sister Carolin Tahhan Fachakh (Syria)
- Saadet Özkan (Turcja)
- Nguyễn Ngọc Như Quỳnh (Wietnam)
- Fadia Najeeb Thabet (Jemen)

### 2018

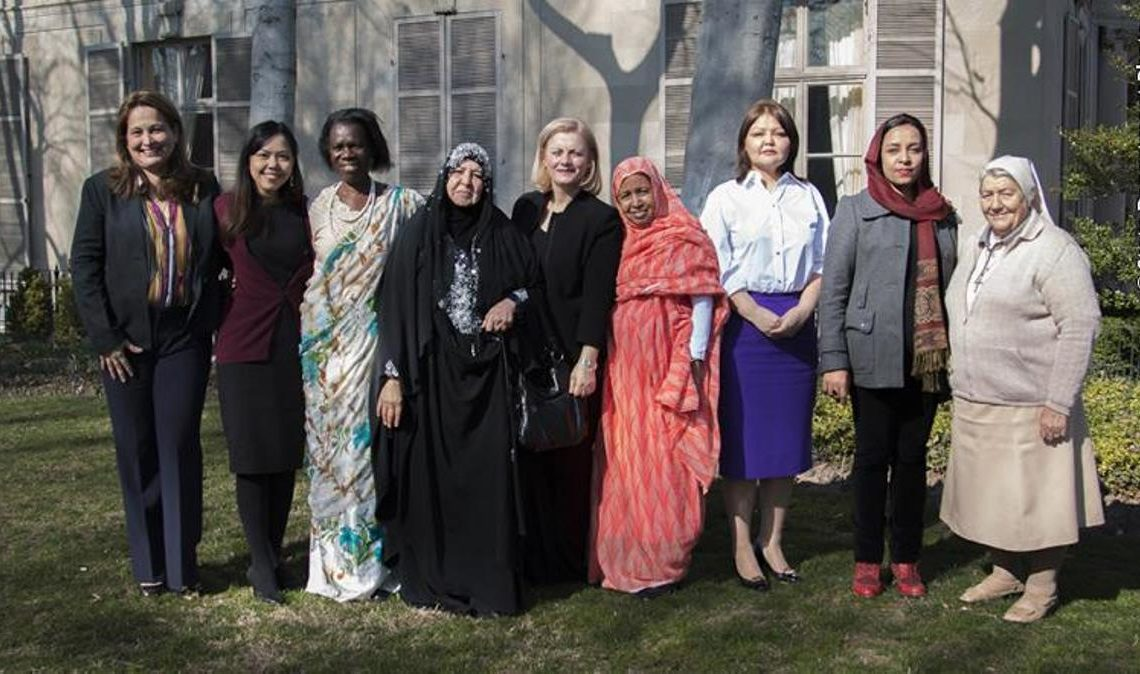
9 z 10 laureatek nagrody z 2018 roku. Od lewej: Julissa Villanueva, Sirikan Charoensiri, Godeliève Mukasarasi, Aliyah Khalaf Saleh, Feride Rushiti, L’Malouma Said, Aiman Umarova, Roya Sadat, Maria Elena Berini.

- Roya Sadat (Afganistan)
- Aura Elena Farfan (Gwatemala)
- Julissa Villanueva (Honduras)
- Aliyah Khalaf Saleh (Irak)
- Maria Elena Berini (Włochy)
- Ajman Omarowa (Kazachstan)
- Feride Rushiti (Kosowo)
- L’Malouma Said (Mauretania)
- Godeliève Mukasarasi (Rwanda)
- Sirikan Charoensiri (Tajlandia)

### 2019
- Marini De Livera (Sri Lanka)
- Razia Sultana (Bangladesz)
- Naw K’nyaw Paw (Birma)
- Moumina Houssein Darar (Dżibuti)
- Maggie Gobran (Egipt)

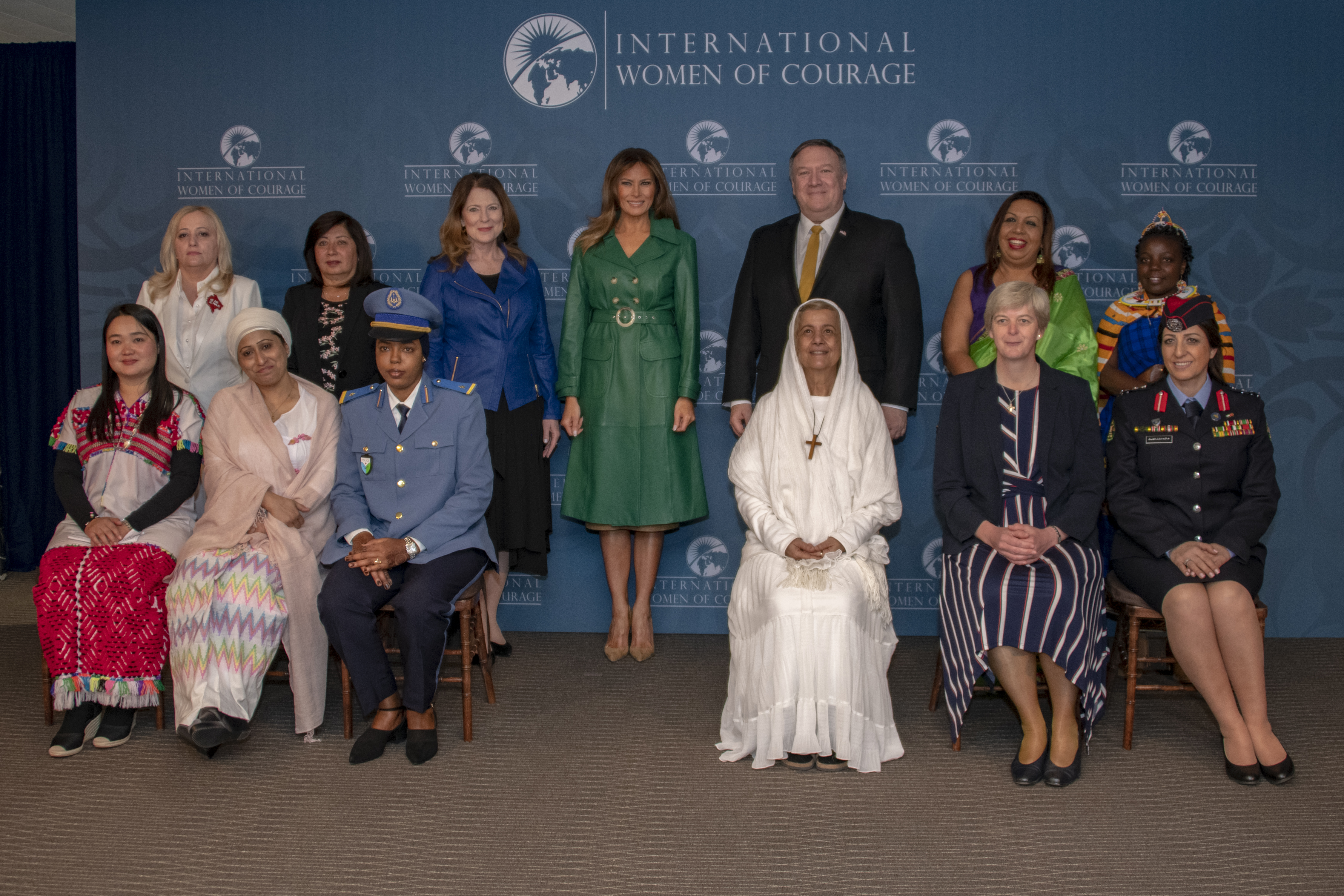
Laureatki nagrody z 2019 roku.

- Khalida Khalaf Hanna al-Twal (Jordania)
- Orla Treacy (Irlandia)
- Olivera Lakić (Czarnogóra)
- Flor de María Vega Zapata (Peru)
- Anna Aloys Henga (Tanzania)

### 2020

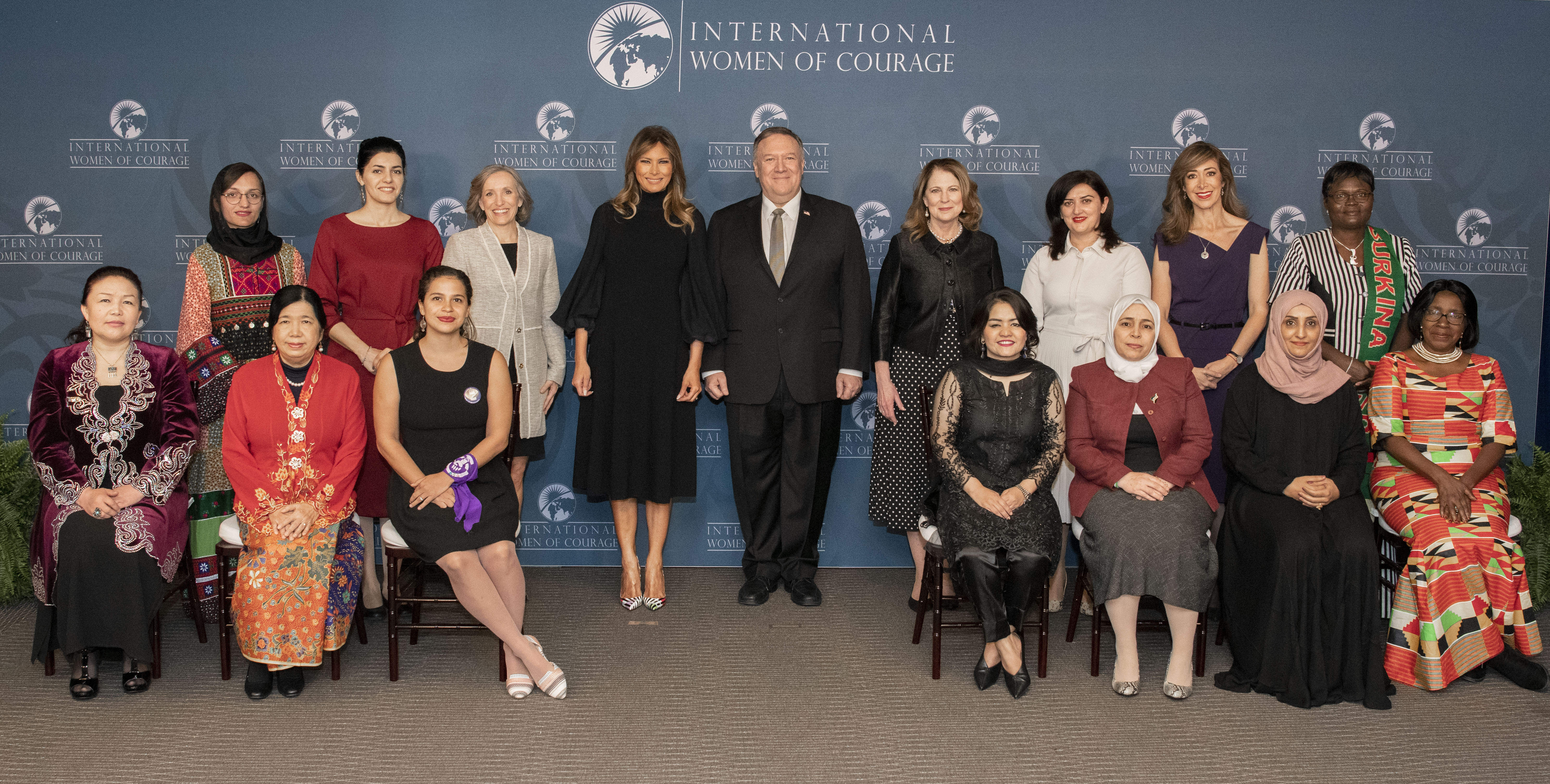
Laureatki nagrody z 2020 roku. Wytłuszczonym drukiem zaznaczono laureatki nagrody. W tylnym rzędzie, od lewej: Zarifa Ghafari, Lucy Koczarian, Kelley Eckels Currie, Melania Trump, Mike Pompeo, Marie Royce, Şəhla Hümbətova, Ximena Galarza, Claire Ouedraogo.
W przednim rzędzie, od lewej: Sayragul Sauytbay, Susanna Liew, Amaya Coppens, Jalilah Haider, Amina Khoulani, Yasmin al Qadhi, Rita Nyampinga.

- Zarifa Ghafari (Afganistan)
- Lucy Koczarian (Armenia)
- Şəhla Hümbətova (Azerbejdżan)
- Ximena Galarza (Boliwia)
- Claire Ouedraogo (Burkina Faso)
- Sayragul Sauytbay (Chiny)
- Susanna Liew (Malezja)
- Amaya Coppens (Nikaragua)
- Jalila Haider (Pakistan)
- Amina Khoulani (Syria)
- Yasmin al Qadhi (Jemen)
- Rita Nyampinga (Zimbabwe)

### 2021
- Maryja Kalesnikawa (Białoruś)
- Phyoe Phyoe Aung (Birma)
- Maximilienne C. Ngo Mbe (Kamerun)
- Wang Yu (Chiny)
- Mayerlis Angarita (Kolumbia)
- Julienne Lusenge (Demokratyczna Republika Konga)
- Erika Aifan (Gwatemala)
- Shohreh Bayat (Iran)
- Muskan Khatun (Nepal)
- Zahra Mohamed Ahmad (Somalia)
- Alicia Vacas Moro (Hiszpania)
- Ranitha Gnanarajah (Sri Lanka)
- Canan Güllü (Turcja)
- Ana Rosario Contreras (Wenezuela)